# Hvassafellshnúkur
Hvassafellshnúkur är en bergstopp i republiken Island. Den ligger i regionen Norðurland eystra, 210 km nordost om huvudstaden Reykjavík. Toppen på Hvassafellshnúkur är 1 170 meter över havet.
Trakten runt Hvassafellshnúkur är nära nog obefolkad, med mindre än två invånare per kvadratkilometer. Det finns inga samhällen i närheten. Trakten runt Hvassafellshnúkur består i huvudsak av gräsmarker.